# Китайська мрія

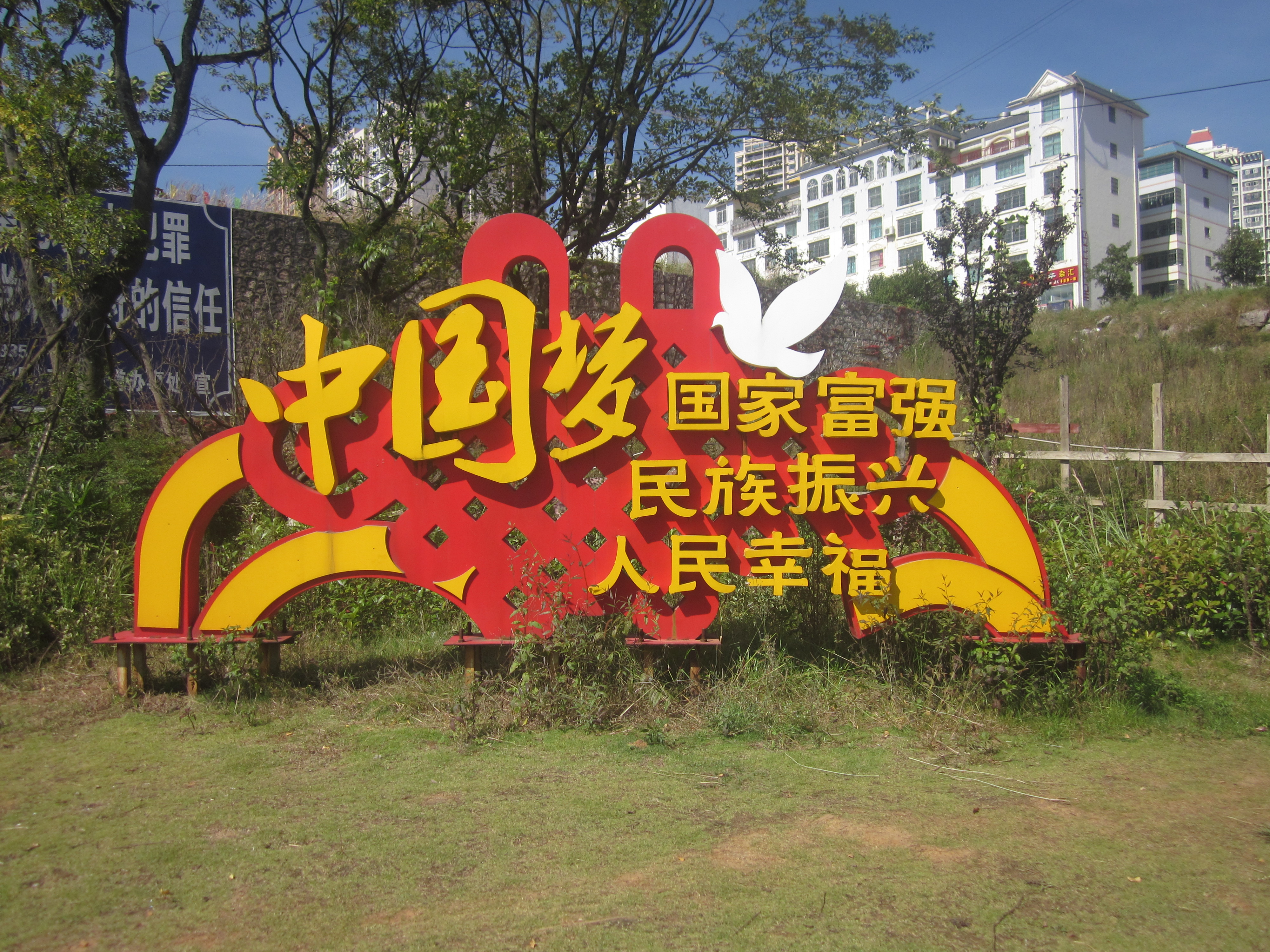
A "Chinese Dream" slogan reading "powerful country, national rejuvenation, and happiness of the people" in the South Lake Park, Panzhou, Guizhou, China, November 2019

Китайська мрія (кит. трад. 中國夢, спр. 中国梦, піньїнь: Zhōngguó mèng, акад. Чжунго мэн, піньінь Zhōngguó meng , Чжунго мен) — чинний соціально-політичний курс і гасло Китайської Народної Республіки. Вперше термін озвучений у листопаді 2012 головою КНР Сі Цзіньпіном, який вклав у нього сенс «Китайської мрії про велике відродження китайської нації».
Ідею «китайської мрії» озвучив голова КНР, генеральний секретар ЦК КПК Сі Цзіньпін 29 листопада 2012 під час відвідин виставки «Шлях до відродження» у Національному музеї Китаю (Пекін). Її суть полягає у відродженні китайської нації.
За словами Сі Цзіньпіна, Компартія Китаю є локомотивом реалізації «китайської мрії», а побудова соціалізму з китайською специфікою єдиним шляхом до відродження китайської нації. «Ми сповнені впевненості в тому, що переваги соціалістичного ладу нашої країни будуть все більш очевидними, наш шлях буде все ширшим і ширшим», — підкреслив Сі Цзіньпін  .
29 листопада у КНР відзначають день китайської мрії. Ідея свята належить генеральному секретареві неурядової організації «Міжнародне товариство дослідження мрії» Чень Вейсун.
28 червня 2013 проектна команда під керівництвом Чень Вейсуна зареєструвала логотип дня Китайської мрії у патентному бюро провінції Гуандун.